# Provincia de Catania
La provincia de Catania (en italiano Provincia di Catania), antiguamente llamada Val de Catania (Val di Catania), fue una provincia de la región de Sicilia, en Italia. Su capital era la ciudad de Catania.
Poseía un área de 3552 km² y una población total de 1.071.813 hab. (2023). Había 58 municipios en la provincia (fuente: ISTAT, véase este enlace).
El 4 de agosto de 2015 fue reemplazada por la ciudad metropolitana de Catania, conforme a la Ley 15/2015 de la región de Sicilia.